# Nier: Automata Ver1.1a
Nier: Automata Ver1.1a (яп. ニーア オートマタ Ver1.1a) — аниме-телесериал по мотивам ролевой экшен-игры Nier: Automata, разработанной студией Platinum Games и изданной компанией Square Enix. Сериал производится анимационной студией A-1 Pictures и вышел в эфир 7 января 2023 года.

## Сюжет
В 5012 году на Землю вторглись инопланетные существа. Используя машинные формы жизни как оружие, пришельцы поставили человечество на грань вымирания. Оставшиеся в живых люди спешно эвакуировались на Луну, откуда, спустя почти 200 лет, начали масштабную контратаку с использованием армии андроидов.
11945 год. Элитное подразделение андроидов нового поколения YoRHa должно положить конец этой долгой войне. Андроидам 2B и 9S предстоит множество совместных приключений, раскрывающих тайны этого непростого мира.

## Производство
Серия была анонсирована во время пятой юбилейной прямой трансляции Nier: Automata. Режиссёром проекта выступил Рюдзи Масуяма, аниматором — студия A-1 Pictures, сценаристами — Масуяма и Ёко Таро. Джун Накай участвовал в разработке персонажей и выступил в качестве главного режиссёра анимации, а MONACA, подарившая саундтрек оригинальной игре, написала музыкальное сопровождение сериала. Певица Aimer и группа Amazarashi исполняют вступительную и финальную композиции «Escalate» и «Antinomy» соответственно. Премьера аниме состоялась 7 января 2023 года на каналах Tokyo MX, BS11 и других.
Из-за вспышки пандемии COVID-19, показ сериала дважды откладывался.
18 марта на сервисе Crunchyroll состоялась премьера сериала в английском дубляже, персонажей озвучили оригинальные актёры из игры.

## Персонажи
- 2B — Юи Исикава[1]
- 9S — Нацуки Ханаэ[1]
- A2 — Аяка Сува[13]
- Pod 042 — Хироки Ясумото[1]
- Pod 153 — Каору Акияма[1]
- Командир YoRHa — Тиаки Кано[14][15]
- Оператор 6O — Кэйко Исобе[14]
- Оператор 21O — Мэари Хацуми[14]
- Адам — Дайсуке Намикава[16]
- Ева — Тацухиса Судзуки[16]
- Паскаль — Аой Юки[17]
- Лили — Ацуми Танэдзаки[18]
- Девола и Попола — Рёко Сираиси[19]

## Список серий
| № | Название                 | Режиссёр                    | Дата премьеры   |
| --- | ------------------------ | --------------------------- | --------------- |
| 1 | «or not to [B]e»         | Рёдзи Масуяма               | 7 января 2023   |
| 10 марта 11945 года. Командование YoRHa предпринимает десантную операцию в Тихом океане. В ходе миссии гибнут все боевые единицы, кроме андроида 2B. Девушка получает задание встретиться с андроидом-сканером 9S, совместно с ним осмотреть территорию заброшенной фабрики и уничтожить машину класса «Голиаф». В ходе сбора информации, андроиды встречают нейтральные машинные формы жизни. 9S сообщает, что YoRHa все чаще обнаруживают таких роботов, которые стоят на месте и бесцельно глядят в пустоту, не выказывая при этом агрессии. На выходе из очередного фабричного цеха 2B обнаруживает Голиафа и вступает с ним в бой. Так как машина находится в неполной конфигурации, 2B и 9S удаётся одержать победу, получив при этом критические повреждения. Видя появление ещё трёх Голиафов, раненые андроиды принимают решение ценой собственных жизней уничтожить противников и соприкосаются своими чёрными ящиками (реакторами), вызывая разрушительный взрыв. Очнувшись в новом теле на орбитальной базе YoRHa «Бункер», 2B встречает 9S. К своему ужасу девушка понимает, что тот не помнит детали миссии и их встречу, так как перед смертью успел скопировать лишь данные памяти 2B. Финальная сцена — 2B и 9S рассказывают зрителю про типы андроидов в корпусе YoRHa, а также о назначении их чёрных ящиков. В конце, 2B случайно касается своим реактором ящика 9S, вызывая уничтожение Бункера, что отсылает на концовку U из видеоигры. |                          |                             |                 |
| 2 | «city e[S]cape»          | Сацуки Такахаси             | 14 января 2023  |
| Машины исследуют наследие человечества и изучают его историю. Так, один из роботов, серьёзно поврежденный в ходе противостояния с андроидами, обнаруживает книгу по садоводству. Машина решает самостоятельно вырастить цветок и бережно ухаживает за ростком. У робота появляются механические последователи, вместе с котороми он, игнорируя андроидов, выращивает целые поля цветов. В это время, 9S и 2B получают от командования задание соединиться на поверхности с отрядом сопротивления и оказать тому поддержку. Андроиды прибывают как раз вовремя и спасают повстанцев от группы агрессивных машин. В результате боя случайно погибают и мирные роботы, выращивающие цветы. Финальная сцена — 2B и 9S, отвечая на вопросы зрителей, рассказывают об устройстве андроидов и способах их питания. Так, члены YoRHa получают энергию для чёрного ящика из воды. В конце андроиды демонстрируют результат отключения чипа операционной системы, что отсылает к концовке T. |                          |                             |                 |
| 3 | «breaking ti[M]e»        | Косуке Мадока, Юки Мацуо    | 21 января 2023  |
| Соединившись с отрядом сопротивления, 2B и 9S получают от командования задание выяснить судьбу прежней оперативной группы YoRHa, работавшей в данном районе. Обнаружив сигнал черных ящиков пропавших андроидов в пустыне, 2B и 9S вместе с Джакасс отправляются на их поиски. Прибыв на место, андроиды обнаруживают руины курортного комплекса, в пещере под которым располагается поселение машин. Роботы в нём во всём пытаются подражать людям: носят одежду, произносят бессвязные отрывки фраз, пытаются создавать семьи и размножаться. Заметив андроидов, машины собираются в огромный кокон, из которого появляется человекоподобный робот. Видя, что тот на глазах эволюционирует, 2B и 9S убивают его, однако из тела поверженной машины появляется его точная копия, которая вызывает землетрясение в пещере и скрывается вместе с телом первой машины. Финальная сцена — 2B и 9S показывают, как можно приручить диких животных и оседлать тех, однако слишком увлекаются процессом и разбиваются. Сцена отсылает к концовке W. |                          |                             |                 |
| 4 | «a mountain too [H]igh»  | Аяко Коно                   | 18 февраля 2023 |
| Сообщив командованию сопротивления и YoRHa о появлении человекоподобных машин, 2B и 9S получают новое задание. Андроидам необходимо выяснить судьбу пропавшего разведчика YoRHa. Тот не выходит на связь, однако его чёрный ящик всё ещё активен. Отследив сигнал андроида, 2B и 9S попадают в парк развлечений, где они обнаруживают поселение мирных машин. Одна из них предлагает андроидам пройти к театральной сцене, которая упоминается в последнем сообщении пропавшего разведчика. 2B и 9S следуют за машиной и видят постановку спектакля на сцене. Действо прерывается появлением Певицы — огромная машина убивает актёров и нападает на андроидов. 2B замечает, что Певица обвешана телами ещё живых андроидов. 9S взламывает Певицу и обнаруживает в её воспоминаниях безответные чувства к другой машине. Думая, что она недостаточно красива, Певица помешалась на идее собственной красоты и собрала себе новое тело из частей других машин и андроидов, так как считала тех привлекательными. Андроиды расправляются с машиной, после чего 9S хладнокровно убивает семью роботов, пришедших посмотреть спектакль. Финальная сцена — из-за излишней требовательности командира YoRHa, андроиды дезертируют из подразделения, что приводит к победе машинных форм жизни. Сцена отсылает к концовке O. |                          |                             |                 |
| 5 | «mave[R]ick»             | Сацуки Такахаси             | 25 февраля 2023 |
| В начале серии две человекоподобные машины изучают наследие людей. Машины называют себя Адамом и Евой и считают друг друга братьями. Читая книги, они продолжают развиваться, при этом Адам становится одержимым идеей познать человеческую суть. В это время, выполняя поручение главы сопротивления Лили, 2B и 9S отправляются в деревню мирных машин. Поселение возглавляет робот-пацифист Паскаль. Тот сообщает андроидам, что все жители его деревни отключились от машинной сети, более не служат оружием пришельцев и живут в мире. Под деревней андроиды обнаруживают пещеру, в которой находят голову Эмиля. 9S пытается взломать её и обнаруживает, что это созданное для борьбы с пришельцами оружие. Паскаль объясняет, что машины в деревне почитают голову Эмиля, так как именно он когда-то побудил в них стремление к жизни и самосознанию. Финальная сцена — 2B и 9S продолжают знакомить зрителей с функционалом андроидов, демонстрируя функцию самоуничтожения. Эмиль, желая составить им компанию, также самоуничтожается, что приводит к разрушению Земли. Сцена отсылает к концовке Y. |                          |                             |                 |
| 6 | «[L]one wolf»            | Тосимаса Исии               | 4 марта 2023    |
| Случайно задремав, Лили видит кошмар из старых воспоминаний. Очнувшись, она рассказывает 2B о своем прошлом. Раньше, когда она ещё не была лидером сопротивления, её отряд повстречал группу экспериментальных андроидов новой серии. Их командир, андроид №2, была похожа на 2B. Отнесясь с недоверием, командир сопротивления Роза всё же решает объединиться с ними. Андроидам поставлена задача — уничтожить тихоокеанский сервер машин. В ходе путешествия Лили заражается логическим вирусом, и Роза принимает решению убить её, чтобы не допустить распространения заражения. №2 и №21 вмешиваются и не позволяют этого сделать. Будучи прототипом модели сканеров, №21 удаётся удалить вирус из системы Лили и спасти андроида. Достигнув места назначения, андроиды встречают ожесточённое сопротивление машин. Роза, понимая, что миссия станет для отряда последней, отсылает Лили обратно, завещая быть хорошим лидером нового сопротивления. Выйдя на поверхность, та видит обесточенных машин и понимает, что за уничтожение сервера весь её отряд поплатился жизнью. В конце показываются кадры с повреждённым андроидом, в одиночку уничтожающим роботов. Финальная сцена — продолжая изучать людей, Адам и Ева надевают одежду. Ева, которому всё это кажется скучным, начинает упрашивать брата поиграть, из-за чего Адам уходит на рыбалку. Сцена отсылает к концовке L.                                                                    |                          |                             |                 |
| 7 | «[Q]uestionable actions» | Косуке Мадока               | 11 марта 2023   |
| Паскаль просит 2B и 9S помочь в поисках пропавшего жителя деревни. В последний раз машину видели в районе Лесного королевства, куда и направляются на поиски андроиды вместе с Паскалем. Прибыв на место, они обнаруживают, что все роботы кем-то перебиты, а королевство в запустении. Отыскав пропавшую машину, андроиды встречают королевского гвардейца, который её защищал. Воин сообщает, что на королевство напал «посторонний» и умоляет андроидов спасти их короля. Проследовав в тронный зал, они лишь успевают стать свидетелями расправы неизвестного андроида над королём, после чего тот нападает на Паскаля. Под 053 сообщает, что это андроид-дезертир А2, предавший YoRHa и уничтоживший множество андроидов. 2B вступается за машину и намеревается убить А2, однако той удаётся сбежать. Перед этим девушка на вопрос 9S о причине предательства отвечает, что на самом деле предала их не она, а командование. Финальная сцена — Паскаль ведёт урок у машин, пока его не убивает А2, после чего жители деревни приходят в ярость и уничтожают всех андроидов на Земле. Сцена отсылает к концовке Z. |                          |                             |                 |
| 8 | «aji wo [K]uta?»         | Асахи Ёшимура, Томохико Ито | 18 марта 2023   |
| Командир поручает 2B и 9S разыскать и ликвидировать A2, при этом скрывая мотивы её дезертирства. Андроиды распрашивают членов сопротивления касательно местоположения беглого андроида, однако Лили, признав в A2 №2, отказывается поделиться сведениями. Близняшки Девола и Попола советуют андроидам обратиться за помощью к Джакасс, и те направляются в Затопленный город на её поиски. Размышляя о некоторых странностях человеческого поведения, андроиды отыскивают Лунную слезу — цветок, который умоляла найти оператор 6O. Связавшись с оператором, андроиды решают разделиться в поисках Джакасс. 2B застаёт ту за рыбалкой, однако не получает от неё каких-либо важных сведений касательно A2. В это время 9S, почуяв неладное в молчании командования и решив самостоятельно докопаться до истины, взламывает сервер «Бункера». Неожиданно он замечает, что за ним следит неизвестное длинноволосое существо, которое в итоге нападает на него. Финальная сцена — 2B в одиночку отвечает на вопросы зрителей. Андроид рассказывает, почему, несмотря на то, что Земля долгое время безлюдна, все постройки на ней выглядят нетронутымм. Высняется, что андроиды постоянно реставрируют их, в надежде на скорое возвращение людей. Отвечая на следующий вопрос, 2B сообщает, что в свободное время андроиды увлекаются рыбалкой. Девушка ловит скумбрию и отравляется ей. Сцена отсылает на концовку K.                                           |                          |                             |                 |